# Darkest Hour
Darkest Hour ės una pel·lícula dramàtica històrica britànica dirigida per Joe Wright, estrenada el 2017. S'ha subtitulat al català.

## Argument
El maig de 1940, Winston Churchill es converteix en Primer ministre del Regne Unit, en plena Segona Guerra Mundial. La seva determinació a combatre els alemanys durant la guerra, així com la col·laboració amb el General de Gaulle i la resta dels aliats, seran decisives per a la continuació dels esdeveniments.
La nominació de Churchill a la plaça de primer ministre britànic va ser una gran casualitat; encara que hagués rebut força crítiques sobre la seva política anti-Hitler; els seus discursos, que van ser primera pàgina dels periòdics de l'època, ressonen fins avui.

## Repartiment
- Gary Oldman: Winston Churchill
- Ben Mendelsohn: El Rei Jordi VI
- Kristin Scott Thomas: Clementine Churchill
- Lily James: Elizabeth Nel (nascuda Layton)
- Ronald Pickup: Neville Chamberlain
- Stephen Dillane: Edward Frederick Lindley Wood, 1r Earl de Halifax
- Charley Palmer Rothwell: Miles Aldridge
- Hannah Steele: Abigail Walker
- Nicholas Jones: Sir John Simon
- Richard Lumsden: Hastings Lionel Ismay
- Brian Pettifer: Lord Kingsley Wood
- Philip Martin Brown: Sawyers
- Jordan Waller: Randolph Churchill
- Hilton McRae: Arthur Greenwood
- Mary Antony: Mary Churchill
- Paul Leonard: Dudley Pound
- Samuel West: Sir Anthony Eden
- David Schofield: Clement Attlee
- Olivier Broche: Paul Reynaud

## Producció

### Gènesi i desenvolupament
El febrer de 2015, es va anunciar que Working Title Films havia adquirit els drets del guió Darkest Hour, escrit per Anthony McCarten, tornant sobre els primers dies de Winston Churchill durant la Segona Guerra Mundial
El març de 2016, es revela que Joe Wright està en negociacions per dirigir el film. El setembre de 2016, Focus Features adquireix els drets de Repartiment americana.

### Repartiment dels papers
L'abril de 2016, Gary Oldman és anunciat en el paper de Winston Churchill.
El setembre de 2016, Ben Mendelsohn i Kristin Scott Thomas han confirmat els papers respectius de Jordi VI i Clementine Churchill. El novembre de 2016, Stephen Dillane s'uneix també al repartiment.

### Rodatge
El rodatge ha començat el novembre de 2016. Ha tingut lloc a Anglaterra, sobretot a Manchester (Ajuntament, John Rylands Library…), a Bicester, a Londres (Greenwich) així com al comtat de Yorkshire.
Durant la totalitat del rodatge, Gary Oldman s'hauria passat prop de 200 hores de maquillatge per a ficar-se a la pell de Winston Churchill.

## Rebuda

### Premis i nominacions
- Globus d'Or del 2018: Globus d'Or al millor actor dramàtic per a Gary Oldman
- Premis BAFTA: 9 nominacions, incloent Millor pel·lícula
- Premis Critics Choice: Millor actor (Gary Oldman) i maquillatge
- Premis Satellite: 5 nominacions incloent millor actor (Oldman) i fotografia
- Sindicat d'Actors (SAG): Nominació al millor actor (Gary Oldman)

### Crítica
- "Gary Oldman fa una de les millors interpretacions de la seva carrera (...) [Eleva] el treball intern del govern britànic a una obra captivadora d'entreteniment populista."[11]
- "La pel·lícula no és subtil ni té matisos (...) La interpretació d'Oldman és entusiasta i bona (...) Les importants actuacions secundàries són unidimensionals però estan ben conduïdes (...) Els valors de producció són sòlids"[12]
- "Wright frena la seva tendència a l'emoció desbocada sense renunciar al manierisme, reafirmant una mirada renovadora i insuflant un artifici gairebé teatral (...) Oldman, descomunal (…) Puntuació: ★★★ (sobre 5)"[13]